# مترو لندن
شبكة مساريب لندن أو مترو أنفاق لندن (بالإنجليزية: London Underground) هو نظام مواصلات يخدم جزء كبير من لندن الكبرى وبعض المناطق المجاورة. وهو أقدم نظام مترو أنفاق في العالم، ويعتبر من أطولهم من ناحية طول الطريق. بدأت الخدمات في 10 يوليو 1863 في خط القطار الميتروبوليتان؛ أغلبه الآن هو جزء من خط هامرسميث وسيتي.
بالرغم من اسمه، فحوالي 55% من الشبكة هي فوق الأرض. ولكن من التسميات المحلية أندرغراوند (Underground)، وبالعامية غالباً ما يدعى التيوب (the Tube) أي الأنبوب، ويشار بذلك إلى الشكل الإسطواني للأنفاق العميقة للنظام.
ويخدم مترو الأنفاق 272 محطة مترو ويعمل على مدى 402كم (249 ميل) من الخط.
هناك أيضاً العديد من المحطات المغلقة.

## عدد المستخدمين

وبلغ عدد المستخدمين له في عامي 2005 و 2006 حوالي 971 مليون مسافر، وللمرة الأولى في عامي 2006 و2007، بلغ عددهم أكثر من مليار مسافر تم تسجلهم. منذ مارس 2007، حوالي أكثر من 3 ملايين مسافر يستخدمون المترو كل يوم، مع معدل 3,4 مليون مسافر في أيام الأسبوع (أي غير نهاية الأسبوع).

## البنية التحتية

المنطقة 1 (المنطقة الوسطى) من مترو أنفاق لندن